# Hugo Fuks
Hugo Fuks é um professor, autor, pesquisador e engenheiro brasileiro, diretor do Departamento de Informática da Pontifícia Universidade Católica do Rio de Janeiro. Suas pesquisas têm como ênfase a área da “Internet das Coisas”, prototipando objetos responsivos para o dia-a-dia e gerando novas formas de interação entre o homem e o espaço físico. Nesta contexto, destaca-se o desenvolvimento do programa de computador chamado “Software of Places”. Seu livro intitulado "Sistemas Colaborativos", coorganizado com Mariano Pimentel, ganhou o Prêmio Jabuti no ano de 2012, ficando em terceiro lugar na categoria "Tecnologia e Informática". Fuks é membro honorário da Academia Brasileira de Tecnologias Educacionais.

## Carreira acadêmica
Hugo Fuks é formado em engenharia de produção pela Universidade Federal do Rio de Janeiro, com pós graduação pela Imperial College London. Fuks atua na pesquisa de como as pessoas podem mudar de comportamento ao usar dispostivos wearables, ou seja, a chamada “computação vestível”. Sobre essa questão, Fuks afirma que os computadores costumam tirar nossa atenção, e isso nos desumaniza. Diz ele ainda que ao longo do tempo "cada vez mais vamos parar de interagir com o computador e vamos interagir com as coisas, que terão micro controladores". Sobre as "coisas" que carregamos e com as quais poderemos eventualmente interagir, Fuks cita como exemplo o caso das maquiagens, que de acordo com ele "poderão ter sensores e atuadores embutidos para interagir com o mundo ao estar conectados a micro controladores. No fundo, vamos capacitar a maquiagem a interagir com as coisas”, diz Fuks.